# 8. svibnja u Drugom svjetskom ratu
Drugi svjetski rat po nadnevcima: 8. svibnja u Drugom svjetskom ratu.

### 1945.
- Kapitulacija Trećeg Reicha.
- Oslobođenje Zagreba: Ulaskom partizanskih postrojbi u Zagreb službeno je proglašen slom NDH.